# 第35回ベルリン国際映画祭
第35回ベルリン国際映画祭は1985年2月15日から26日まで開催された。

## 概要
コンペティション部門には26本の長編と15本の短編が出品され、イギリス映画『ウェザビー』と、東ドイツ映画『Die Frau und der Fremde』の2本が金熊賞を受賞した。
フォーラム部門ではアメリカのインデペンデント映画が多く取り上げられるなど、全体的にアメリカ映画の占める割合が多くなっていた。

## 受賞
- 金熊賞：『ウェザビー』(デヴィッド・ヘアー)、『Die Frau und der Fremde』 (ライナー・ジモン)
- 銀熊賞
  - 審査員特別賞：『Szirmok, virágok, koszorúk』 (László Lugossy)
  - 監督賞：ロバート・ベントン (『プレイス・イン・ザ・ハート』)
  - 男優賞：フェルナンド・フェルナン・ゴメス (『Stico』)
  - 女優賞：ジョー・ケネディ (『Wrong World』)

## 上映作品

### コンペティション部門
長編映画のみ記載。アルファベット順。邦題がついていない場合は原題の下に英題。
| 題名 原題                                                    | 監督                                                             | 製作国                   |
| ------------------------------------------------------------ | ---------------------------------------------------------------- | ------------------------ |
| こんにちは、マリア Je vous salue, Marie                      | ジャン＝リュック・ゴダール                                       | フランス スイス イギリス |
| 1919                                                         | ヒュー・ブロディ                                                 | イギリス                 |
| After Darkness                                               | セルジオ・グエラス ドミニク・オセニン・ジラール                  | スイス                   |
| Contar hasta diez (Count to Ten)                             | オスカー・バーニー・フィン                                       | アルゼンチン             |
| Deng-Byod (The Blazing Sun)                                  | ハ・ミュンジュン                                                 | 韓国                     |
| Der Tod des weißen Pferdes (The Death of the White Stallion) | Christian Ziewer                                                 | 西ドイツ                 |
| Die Frau und der Fremde                                      | ライナー・ジモン                                                 | 東ドイツ                 |
| Die Praxis der Liebe (The Practice of Love)                  | ヴァリー・エキスポート                                           | 西ドイツ オーストリア    |
| ハートブレーカー Heartbreakers                               | ボビー・ロス                                                     | アメリカ合衆国           |
| 子供たち Les enfants                                         | マルグリット・デュラス ジャン・マスコロ ジャン＝マルク・チュリン | フランス                 |
| カムフラージュ Λούφα και Παραλλαγή                           | ニコス・ペラキス                                                 | ギリシャ                 |
| Morenga                                                      | エゴン・ギュンター                                               | 西ドイツ                 |
| 燃えつきるまで Mrs. Soffel                                   | ジリアン・アームストロング                                       | アメリカ合衆国           |
| Noc smaragdového mesíce                                      | Václav Matejka                                                   | チェコスロバキア         |
| Pehlivan (The Wrestler)                                      | ゼキ・ウクテン                                                   | トルコ                   |
| 実録マフィア戦争/暗黒の首領 Pizza Connection                 | ダミアーノ・ダミアーニ                                           | イタリア                 |
| プレイス・イン・ザ・ハート Place in the Heart                | ロバート・ベントン                                               | アメリカ合衆国           |
| Potomok belogo barssa (The Descendant of the Snow Leopard)   | トロムシュ・オケイエフ                                           | ソビエト連邦             |
| ゲームの殺人 Péril en la demeure                             | ミシェル・ドヴィル                                               | フランス                 |
| Ronja Rövardotter (Ronia: The Robber's Daughter)             | ターゲ・ダニエルソン                                             | スウェーデン ノルウェー  |
| 瀬降り物語                                                   | 中島貞夫                                                         | 日本                     |
| Stico                                                        | ハイメ・デ・アルミニャン                                         | スペイン                 |
| Szirmok, virágok, koszorúk (Flowers of Reverie)              | László Lugossy                                                   | ハンガリー               |
| ウェザビー Wetherby                                          | デヴィッド・ヘアー                                               | イギリス                 |
| Wrong World                                                  | イアン・プリングル                                               | オーストラリア           |

### コンペティション外
- 2010年 – ピーター・ハイアムズ (アメリカ)
- カントリー – リチャード・ピアース (アメリカ)
- 東京裁判 – 小林正樹 (日本)
- 未来世紀ブラジル – テリー・ギリアム (イギリス)
- Die Grünstein-Variante – ベルンハルト・ヴィッキ (西ドイツ)
- Niemanns Zeit - Ein deutscher Heimatfilm – Host Kurnitzky、マリオン・シュミット (西ドイツ)
- Yamaha Yudang (雅马哈鱼档) – Liang Zhang(张良、チャン・リャン) (中国)

## 日本映画
コンペティション部門には中島貞夫監督の『瀬降り物語』が出品された。また、コンペティション外で上映された小林正樹の『東京裁判』が国際批評家連盟賞を受賞した。

## 審査員
- ジャン・マレー (フランス/俳優)
- イシュトヴァン・サボー (ハンガリー/監督)
- レギマンタス・アドマイティス (ソ連/監督)
- マックス・フォン・シドー (スウェーデン/俳優)
- アルベルト・ソルデ (イタリア/俳優)
- ヴォルフガンク・コールハーゼ (東ドイツ/脚本家)
- オナト・クトラル (トルコ/脚本家)
- ルイス・メギノ (スペイン/プロデューサー)
- クリス・ジーファーニッヒ (西ドイツ/プロデューサー)
- シェイラ・ベンソン (アメリカ/作家)
- Ingrid Scheib-Rothbart (西ドイツ/Goethe Institute New York)